# 네브래스카 (영화)
《네브래스카》(Nebraska)는 2013년 공개된 미국의 코미디 드라마 영화이다. 알렉산더 페인이 연출하였다.

## 줄거리
몬태나에 사는 노인 우디 그랜트는 자신이 백만 달러 복권에 당첨되었다고 믿고 네브래스카 주 링컨까지 걸어가려다 경찰에 체포된다. 그의 아들 데이비드는 우디가 복권 사기를 당한 것이라고 확신하지만, 그와 시간을 보내고 어머니를 쉬게 할 겸 우디를 링컨까지 데려가기로 한다. 여행 중 우디는 술에 취해 다치고, 데이비드는 아버지의 고향 마을에 들르게 된다. 그곳에서 우디는 예전 사업 파트너를 만나고, 복권 당첨 소문이 마을에 퍼지면서 친척들이 찾아와 돈을 요구하는 소동이 벌어진다.
데이비드는 아버지의 어린 시절 집을 방문하고, 우디가 한국 전쟁에서 겪었던 상처와 알코올 중독의 원인을 알게 된다. 데이비드와 형은 아버지의 예전 사업 파트너에게서 도난당했던 물건을 되찾으려 하지만 실패하고, 우디는 과거의 불륜 사실까지 폭로당한다. 복권 당첨을 사기라는 것을 알게 된 조카들은 복권 편지를 버리고, 우디는 더욱 실망한다. 데이비드는 아버지를 위로하려 하지만, 우디는 단순히 아들들에게 무언가를 남겨주고 싶다는 속마음을 털어놓는다.
결국 데이비드는 우디를 링컨까지 데려가지만, 복권 당첨은 거짓으로 판명된다. 돌아오는 길에 데이비드는 자신의 차를 팔아 아버지에게 새 트럭과 콤프레셔를 선물한다. 마을로 돌아오는 길, 데이비드는 운전석에서 숨고 우디가 운전하는 모습을 보여주며 마을 사람들에게 인사를 건넨다. 그러나 잠시 후 다시 운전대를 잡고 집으로 향한다.

## 출연

### 주연
- 밥 오덴커크
- 브루스 던
- 스테이시 키치
- 준 스큅
- 윌 포트

### 조연
- 미시 도티
- 데빈 라트레이
- 랜스 하워드
- 메리 루이스 윌슨

## 기타
- 세트: 폰테인 뷰챔프 헵
- 의상: 웬디 척
- 배역: 존 잭슨